# گلوکز ۶-فسفات
گلوکز ۶-فسفات (به انگلیسی: Glucose 6-phosphate) با فرمول شیمیایی C۶H۱۳O۹P یک مونوساکارید فسفات با شناسه پاب‌کم ۲۰۸ است که جرم مولی آن ۲۶۰٫۱۳۶ g/mol می‌باشد. گلوکز ۶-فسفات ایزومراز یا فسفوگلوکز ایزومراز یکی از آنزیمهای چرخه قندکافت است که گلوکز ۶-فسفات را به فروکتوز ۶-فسفات تبدیل می‌کند.